# Europese kampioenschappen triatlon lange afstand 2013
De Europese kampioenschappen triatlon lange afstand 2013 werden gehouden op 1 september 2013 in Vichy, Frankrijk. Het was de twintigste keer dat de European Triathlon Union (ETU) een titelstrijd organiseerde in deze discipline. Voor zowel mannen als vrouwen ging de wedstrijd over de Ironman-afstand : 3,8 km zwemmen, 180 km fietsen en 42,2 km hardlopen. Bij de mannen ging de titel naar de Kroaat Andrej Vistica, bij de vrouwen was de Duitse Diana Riesler de snelste.

## Uitslagen

### Mannen
| Rang | Naam                 | Land | Zwemtijd | Fietstijd | Looptijd | Totaaltijd |
| ---- | -------------------- | ---- | -------- | --------- | -------- | ---------- |
|      | Andrej Vistica       | CRO  | 00:54:17 | 04:27:39  | 02:55:28 | 08:21:16   |
|      | Trevor Delsaut       | FRA  | 00:53:08 | 04:29:52  | 02:59:58 | 08:27:38   |
|      | José Jeuland         | FRA  | 00:52:06 | 04:41:17  | 03:01:56 | 08:39:35   |
| 4    | Marin Koceic         | CRO  | 00:52:01 | 04:45:19  | 03:05:19 | 08:46:08   |
| 5    | Joseph Spindler      | GER  | 01:03:52 | 04:37:35  | 03:02:51 | 08:48:25   |
| 6    | Alexey Brylev        | RUS  | 00:54:16 | 04:53:37  | 03:06:26 | 09:00:33   |
| 7    | Enric Gussinyer Coma | ESP  | 00:52:15 | 04:44:32  | 03:19:54 | 09:02:07   |
| 8    | Rudolf Cogan         | CZE  | 01:01:57 | 04:52:34  | 03:14:22 | 09:12:38   |
| 9    | Jan Oppolzer         | CZE  | 01:01:53 | 04:58:07  | 03:14:52 | 09:19:10   |
| 10   | Georgy Kaurov        | RUS  | 00:50:09 | 04:56:21  | 03:26:24 | 09:19:58   |
| 11   | Yulian Malyshev      | RUS  | 00:50:12 | 05:04:30  | 03:20:01 | 09:20:02   |
| 12   | Sergio Marques       | POR  | 00:54:14 | 05:29:22  | 03:22:58 | 09:51:03   |
| 13   | Laurynas Urbsys      | LTU  | 01:00:50 | 05:16:15  | 03:53:19 | 10:16:33   |
| DNF  | Massimo Cigana       | ITA  | 01:01:02 | 04:54:42  | 00:00:00 | DNF        |
| DNF  | Dénis Chevrot        | FRA  | 00:48:32 | 00:00:00  | 00:00:00 | DNF        |
| DNF  | Sylvain Rota         | FRA  | 00:54:52 | 00:00:00  | 00:00:00 | DNF        |

### Vrouwen
| Rang | Naam              | Land | Zwemtijd | Fietstijd | Looptijd | Totaaltijd |
| ---- | ----------------- | ---- | -------- | --------- | -------- | ---------- |
|      | Diana Riesler     | GER  | 00:56:30 | 04:44:29  | 03:14:10 | 08:59:48   |
|      | Celia Kuch        | GER  | 01:04:20 | 05:00:57  | 03:20:42 | 09:30:42   |
|      | Gabriella Zelinka | HUN  | 00:58:23 | 05:13:07  | 03:20:19 | 09:37:01   |
| 4    | Kristin Lie       | NOR  | 01:12:01 | 05:06:56  | 03:14:28 | 09:38:41   |
| 5    | Vanessa Pereira   | POR  | 01:02:05 | 05:19:43  | 03:23:02 | 09:51:03   |
| 6    | Nicole Woysch     | GER  | 00:59:28 | 05:21:32  | 03:28:35 | 09:54:37   |
| 7    | Alina Ranceva     | LTU  | 01:08:13 | 05:52:20  | 03:49:14 | 10:55:20   |
| DNF  | Anne Basso        | FRA  | 00:56:03 | 05:13:55  | 00:00:00 | DNF        |
| DNF  | Dianne McEwan     | RSA  | 00:58:01 | 05:17:12  | 00:00:00 | DNF        |